# でんてつハイカード
でんてつハイカードとは、日立電鉄交通サービスが2007年10月1日に導入した同社専用非接触式ICカード乗車券のことである。同社は2007年10月31日まで磁気バスカードを発行していたが、2007年10月1日からICバスカードを発行している。

## 利用
- 回数券タイプと定期券タイプが発行されており、1枚のカードで回数券と定期券の共用もできるが、乗り越しなど定期区間外利用時は自動精算されず、運転手の操作が必要（チャージ分から精算可能）。カード表面に区間などを記したシールを貼り、その上に透明シールを貼り保護されている。
- 初回購入時・チャージ時には1,000円・3,000円・5,000円・10,000円のいずれかで可能で、その際にプレミア分が上乗せされる。ただし、初回購入時には200円のデポジットが必要[1]。
- 利用可能額は、最高20,000円までチャージ可能[1]。
- 1時間以内に自社バスを乗り継ぎをする場合、2回目の乗車運賃から一律50円を割り引く、乗り継ぎ割引運賃も導入された[1][2]。

## 乗降方法
- 乗降時にICカードリーダーに触れる（乗車時に整理券は不要）[1]。
  - 降車の際、小児運賃・身体障害者適用の割引運賃・複数人数による利用の場合は、ICカードリーダーに触れる前に乗務員に申し出のこと[1]。誤って割引適用措置前にICカードリーダーに触れてしまった場合、乗務員から現金で返金される。

## 磁気カードの扱いについて
でんてつハイカード発行開始に伴って、2007年10月31日をもって磁気カード（普通カード・高齢者向け「にこにこカード」）の発売を終了し、翌年の2008年9月30日を最後に使用が停止された。
このため、翌日の10月1日から同年12月31日までの間は無手数料で払い戻しを実施し、それ以降は無効となった。
なお、にこにこカードについてはIC化せず、「にこにこ定期券」(その後「漫遊パス」に改称)として定期券化された。

## 経営統合による取り扱い
2019年5月1日に、みちのりホールディングスの子会社となっている茨城交通株式会社と日立電鉄交通サービス株式会社両社の経営統合を行うにあたり、茨城交通株式会社が発行しているICカード、「いばっピ」との共通化は行われないため、相互利用は出来なかった。ただし、数年以内には共通化出来るように検討していた。
2023年12月に全車両への各種キャッシュレス決済の導入に合わせ、全エリアでいばっピに統一し、でんてつハイカードはサービスを終了することが発表された。
2023年10月1日より、日立エリアにおいて機器更新が完了した一部車両でいばっピのサービスを開始。2023年11月30日をもって、バスでの取り扱いを終了した。それに伴い、でんてつハイカードの払い戻しを開始（2024年9月30日まで）。